# Arismendi (Sucre)
Arismendi é um município da Venezuela localizado no estado de Sucre.
A capital do município é a cidade de Río Caribe.